# Lisberg
Lisberg è un comune tedesco di 1 730 abitanti, situato nel land della Baviera.